# 李徹
李徹（6世纪—599年9月16日），字广达，朔方郡岩緑县（今陕西省榆林市靖边县北）人，南北朝北周、隋朝政治人物、軍人，李和之子。

## 生平
宇文護召他为亲信，任命他为殿中司馬，累進奉車都尉。宇文護因为李徹有才能而恭謹厚直，对他非常礼遇。572年，宇文護之子中山公宇文訓担任蒲州刺史，李徹以本官跟随宇文訓。宇文護死后，李徹拜任車騎大将軍、儀同三司。576年，跟随皇太子宇文贇讨伐吐谷渾，因功封爵同昌县男。後随周武帝讨伐北齐，攻下晋州。武帝回軍，李徹与齐王宇文憲屯守鸡栖原。北齐後主率大軍前来，宇文憲率兵西向，避开敌人锋芒。後主派賀蘭豹子率精鋭追击宇文憲，在晋州城北交战。宇文憲战敗，李徹、楊素、宇文慶与齐军力战，保证宇文憲全军而還。李徹再随武帝討伐北齐。北周軍在汾水北大破北齐軍，乘勝利攻克高壁，攻下晋陽，在冀州擒获高湝。李徹以前後之功，受位開府儀同三司，别封蔡陽县公。578年，周宣帝即位，在韋孝宽属下攻略淮南，担任先鋒。淮南平定，李徹任淮州刺史。
581年、隋朝建立，加位上開府，转任雲州刺史。582年、召還担任左武衛将軍。晋王杨广驻守并州，李徹作为他的僚属。他总领晋王府軍事，進爵齐安郡公。隋文帝在諸子的僚属中，对李徹的武力评价最高。
583年，突厥沙鉢略可汗入侵隋朝，隋文帝以衛王楊爽为元帥，李徹作为属下長史。隋軍在白道遭遇突厥軍，行軍总管李充节建议以精兵袭击突厥。諸将多持疑惑，只有李徹赞同李充节的意見。李徹与李充节同率精鋭騎兵五千，出突厥不意袭击，获得大勝。沙鉢略丢弃金甲，在荒草中逃亡。李徹以功加上大将軍。沙鉢略可汗向隋朝屈膝称臣，自为藩属。不久，沙鉢略可汗被阿波可汗攻打，向隋朝求救。李徹担任行軍总管率騎兵一万前去救援，阿波可汗听说後逃走。李徹凱旋，再任行軍総管驻守平涼，防备突厥侵入。改封安道郡公。590年，進位柱国。晋王杨广转任淮海牧，李徹担任揚州总管司馬，改封德广郡公。再徙封城陽郡公。後突厥入侵，李徹再任行軍总管击破突厥。
599年、左僕射高熲被治罪，李徹因和高熲要好，被疏远猜忌，不再任用。後来他的怨言被文帝得知，于是被招赴宴，毒殺而亡。
大業年間，李徹之妻宇文氏被庶子李安遠誣告詛咒朝廷，被诛殺。

## 延伸阅读
[在维基数据编辑]
 《隋書·卷54》，出自魏徵《隋书》